# Gregg G. Tallas
Gregg G. Tallas (in greco Γκρέκ Τάλλας?), nato Grigoris Thalassinos (Γρηγόρης Θαλασσινός) (Atene, 25 gennaio 1909 – Atene, 1º febbraio 1993) è stato un regista greco.

## Filmografia

### Regista
- Atlantide (Siren of Atlantis) (1949)
- Donne pantere (Prehistoric Women) (1950)
- To xypolito tagma (1953)
- Agioupa, to koritsi tou kampou (1957)
- Apagorevmeni agapi (1958)
- Katigoroumenos ... o eros (1962)
- S.077 spionaggio a Tangeri (1965)
- Bikini Paradise (1967)
- Kataskopoi ston Saroniko (1968)
- Cataclysm (1980)
- The Case of Claire Hansen, episodio del film Night Train to Terror (1985)